# ヘタクソで上手な絵
『ヘタクソで上手な絵』（ヘタクソでじょうずなえ）は、2017年製作の日本の短編映像作品。監督は上田慎一郎。2019年3月16日より『SHORT TRIAL PROJECT 2018』Aプログラムの一篇として劇場公開。
2019年8月28日発売のDVD『上田慎一郎ショートムービーコレクション』に収録。

## 概要
2017年11月18日にPREMIERE HALL（横浜市）で開催された「ナキフェス #3」での上映用に製作された映像作品。
製作にあたり、オーディション応募サイト・mirroRliarで男性キャストの出演オーディションが行われた。2017年10月26日にクランクアップ。
監督の上田慎一郎と、既に他界している祖母との実話を基に制作されている。上田の監督作では初めて子供を主演に据えた作品であり、子役には台本を与えずシチュエーションだけを伝えて演じてもらうという試みを行っている。
情報公開当初は「ナキフェス #3」だけでの公開と告知されており、同イベントでの初上映後は長らく上映機会がないままでいた。2019年になり、オーディションを実施したmirroRliarの運営会社の一つであるand picturesが企画するオムニバス映画『SHORT TRIAL PROJECT 2018』のAプログラムの一篇として、3月16日より全国で劇場公開されることが発表された。その後、同年8月28日発売のDVD『上田慎一郎ショートムービーコレクション』の収録タイトルの1つとして収録されることとなり、本作を視聴しやすくなった。

## あらすじ
小学3年生のシンペイは大好きなおばあちゃんにいつも自分の絵を褒めてもらっている。しかし、ある日、弟がシンペイに「おばあちゃんは嘘つきなんだよ」と言い出す。

## キャスト
- 藤野優光 - シンペイ
- 星野晶子 - コトミ（おばあちゃん）
- 伊藤慶徳 - サダユキ（お父さん）
- 田中士道 - ユウジ

出典。括弧内はエンドクレジットで表記される役名。

## スタッフ
- 監督・脚本[12]・編集：上田慎一郎
- プロデューサー：小出由佳
- 撮影：門田博喜
- 照明：榊原亮太
- 録音：古茂田耕吉
- ヘアメイク：菅原美和子
  - ヘアメイク助手：三浦朱里
- 助監督：山本尚志
- 制作・ロケ地協力：八木博之
- 制作デスク：蛯名涼子
- MA：南裕貴弥
- MA協力：SKIPシティ彩の国ビジュアルプラザ
- キャスティング協力：mirroRliar
- 制作協力：and pictures
- 制作著作：ナキフェス実行委員会